# Funduq Kettanine
El Funduq Kettanin (en árabe: فندق الكتانين), Foundouk Kettanine o Funduq Jdid, es un funduq situado en Fes el Bali, la antigua medina de Fez. Fue construido a finales del siglo XIX por Haj Houssein Bennani, el funcionario a cargo de los bienes habices durante el reinado de Hasán I (1873-1894). Fue utilizado principalmente como alojamiento para los comerciantes que visitaban la ciudad. En 2016, el funduq fue restaurado, como parte de un programa de rehabilitación, que abarcó 26 monumentos de la ciudad.